# Réutov (ciutat)
Réutov (en rus: Ре́утов) és una ciutat de l'óblast de Moscou, a Rússia. Es troba a l'est de Moscou.

## Ciutats agermanades
- Mansfield, Regne Unit
- Niasvij, Belarús